# Atelopus palmatus
Atelopus palmatus es una especie de anfibios de la familia Bufonidae. Es endémica de Ecuador.
Su hábitat natural incluye montanos secos y ríos. Está amenazada de extinción por la pérdida de su hábitat natural.